# Russian Fishing 4
Russian Fishing 4 (russischer Originaltitel: Русская Рыбалка 4, kurz: RF4) ist ein 2017 veröffentliches Angel-Simulation des russisch-amerikanischen Entwicklerstudios FishSoft LLC. Als Nachfolger von Russian Fishing 3 wurde es zunächst im russischen Sprachraum veröffentlicht, aufgrund des Interesses in den sozialen Medien erfolgte zeitnah die Verbreitung und Lokalisierung in weiteren Sprachen.

## Handlung
Der Spieler schlüpft in die Rolle eines Anglers, der im jeweils besuchten Gewässer Fische zu fangen versucht. Eine Story oder Rahmenhandlung gibt es nicht.

## Spielprinzip
Die Spielfigur wird aus der Egoperspektive gesteuert, er verfügt zu Beginn des Spiels über eine einfache Angelausstattung und Zugang zu zwei Spielgebieten. Die jeweilige Map kann zu Land frei erkundet werden, an einigen Gewässern stehen auch Boote zur Verfügung. Die Karten stellen jeweils einen See oder einen Fluss- oder Meeresabschnitt dar und sind teilweise echten Gewässern in Russland nachempfunden. Sie bilden jeweils ein abgestimmtes Ökosystem mit zur Gegend und Gewässerart passendem Fischbestand, Flora und Infrastruktur und unterliegen ferner dynamischen Wetterbedingungen sowie einen 24h-Tag-Nacht-Zyklus. Auch die Fische verhalten sich dynamisch, sodass die Fänge je nach Tageszeit, Wetter, Angelplatz und verwendeter Ausrüstung/Köder variieren können und der Spieler sich den wechselnden Begebenheiten immer wieder anpassen muss.
Ziel ist der Fang von Fischen und weiteren Tieren, der Fokus liegt, möglichst große und schwere Exemplare zu erwischen. Da auf Servern online gespielt wird, entsteht so ein gewisser Wettbewerb zwischen den Spielern, da Tages-, Wochen und Gesamtrekorde in einem Chatfenster eingeblendet werden (die Spielfiguren können sich untereinander jedoch nicht direkt treffen). Es finden regelmäßig vom Entwickler veranstaltete Wettkämpfe statt, außerdem können Spieler solche auch selbst organisieren. Zur Teilnahme können Teams gegründet werden.
Durch den Fang von Fischen erhält der Spieler Erfahrungspunkte und steigt damit in einem Rangsystem auf. Mit höheren Rängen können weitere Gewässer besucht, fortgeschrittene Fähigkeiten gelernt oder bessere Ausrüstung gekauft werden. Einen gefangenen Fisch kann der Spieler entweder freilassen oder behalten, letztere können am Fischmarkt verkauft oder im örtlichen Café für die Erfüllung bestimmter Aufgaben eingelöst werden. Preis und Erfolg bei den Aufgaben hängt hier von Fischart und -gewicht ab.
Hierfür erhält der Spieler Silber als Spielwährung, welches anschließend für Angelausrüstung und -zubehör, Nahrungsmittel und weiteres ausgegeben werden kann.

### Fähigkeiten
Zum Fang der Fische werden verschiedene Angeltechniken genutzt, z. B. Spinnfischen, Stippfischen oder Feedern. Mit freigeschalteten Fähigkeitspunkten können die Angeltechniken jeweils in mehreren Aspekten verbessert werden, was gerade bei niedrigem Rang eine Spezialisierung notwendig machen kann, gleichzeitig aber auch besondere Techniken freischaltet.

### Abseits des Fischfangs
Russian Fishing 4 bietet weitere Spielelemente, die im Zusammenhang mit dem Angelsport stehen. Beispielsweise können Köder selbst angefertigt oder gefunden und Nahrungsmittel zubereitet und konsumiert werden – mit steigendem Fähigkeitenlevel beides auch unter Zugabe selbst gefangener Fische.
Da viele Bestandteile der Ausrüstung einem belastungsabhängigen Verschleiß unterliegen, muss auch gelegentlich eine Reparatur oder ein Austausch in Betracht gezogen werden, um zu verhindern, dass Ruten, Rollen oder Schnüre im Drill versagen.

## Entwicklung
RF4 wurde und wird ausdrücklich als Titel angeboten, der sich in Entwicklung befindet. Seit der erstmaligen Veröffentlichung 2017 sind zahlreiche Spielinhalte in Form von neuen Gewässern, Fischarten, Ausrüstungsgegenstände, Spielerfähigkeiten etc. hinzugekommen. RF4 war in jedem Entwicklungsstadium seit der Veröffentlichung ein technisch-inhaltlich ausgereiftes und funktionelles PC-Spiel. Seit dem 11. November 2021 hat RF4 die Early-Access-Phase verlassen und wird als Vollversion angeboten.

### Versionen und Modelle
Das Spiel ist sowohl als Standalone-Version, als auch über Steam kostenlos spielbar. Für die Standalone-Version ist ein ebenfalls kostenloses Benutzerkonto erforderlich. Steam-Nutzer können ihren Spielstand zur Standalone-Version konvertieren lassen, allerdings nicht anders herum.
Neben dem Free-to-play-Modell des Spiels gibt es eine optionale Premium-Mitgliedschaft, die jederzeit dazubuchbar ist und das kostenfreie Spielerlebnis wie folgt ergänzt:
| Inhalte                                                                                             | Free-To-Play | Premium |
| --------------------------------------------------------------------------------------------------- | ------------ | ------- |
| Zugriff auf alle Inhalte                                                                            | teilweise    | ja      |
| Erhältliche Ausrüstung                                                                              | teilweise    | ja      |
| Happy-Hour (doppelte Erfahrungspunkte & Chance auf Erhöhung des Skill-Levels, 1 Stunde)             | nein         | ja      |
| Items verschicken (ab Spielerlevel 20)                                                              | nein         | ja      |
| Exp-Bonus (Spieler erhalten mehr Erfahrungspunkte)                                                  | nein         | ja      |
| QoL-Verbesserungen (mehr Lager- und Schnellauswahl-Slots, Aufträge aller Gewässer überall einsehen) | nein         | ja      |

1. 1 2  Einige Ausrüstungsgegenstände (je nach Gewässer variabel), die Rücksetzung der Fähigkeitenpunkte oder dauerhaft kostenloser Zugang zu fortgeschrittenen Gewässern sind im F2P-Modell trotzdem nur gegen per Mikrotransaktion kaufbares Gold erhältlich.

Zusätzlich zum für alle Spieler verfügbaren „Silber“ als Zahlungsmittel kann die Premiumwährung „Gold“ per Mikrotransaktion erworben werden. Mit Gold lassen sich Gegenstände schneller kaufen, da man zuvor kein Silber durch Fischfang verdienen oder Zeit in das Aufleveln von Fertigkeiten investieren muss. Ein paar Gegenstände sowie das Zurücksetzen der Fertigkeiten sind nur für Gold erhältlich.

### Soundtrack
Das Entwicklerteam veröffentlichte bislang drei Musikalben, immer am 24. Dezember des jeweiligen Jahres:
- Songs (2020, 16 Tracks)[3]
- Ethnovision (2021, 16 Tracks)[4]
- True Folktale (2022, 12 Tracks)[5]

## Rezeption
Russian Fishing 4 wird in Reviews grundsätzlich als gute und realistische Angelsimulation bewertet, vor allem aufgrund der wirklichkeitsnahen Umsetzung der Angelmechaniken und der im Gegensatz zu anderen Simulationen geringeren Bissfrequenz der Fische. Sowohl Steve Hogarty von Rock Paper Shotgun, als auch Rich Stanton von PC Gamer heben aber hervor, dass hierdurch – und auch durch die hohe Menge an benötigtem Spielgeld für bessere Ausrüstung bei gleichzeitig geringem Einkommen pro Fisch – das Vorankommen im Spiel unnötig zeitintensiv gestaltet sei und die Hemmschwelle zu den Mikrotransaktionen senke. Stanton stellt unter beispielhafter Zitation einiger Spieler-Reviews, dass selbst Spieler mit mehreren hundert Spielstunden RF4 deswegen tendenziell schlecht bewerten.